# Sheynnis Palacios

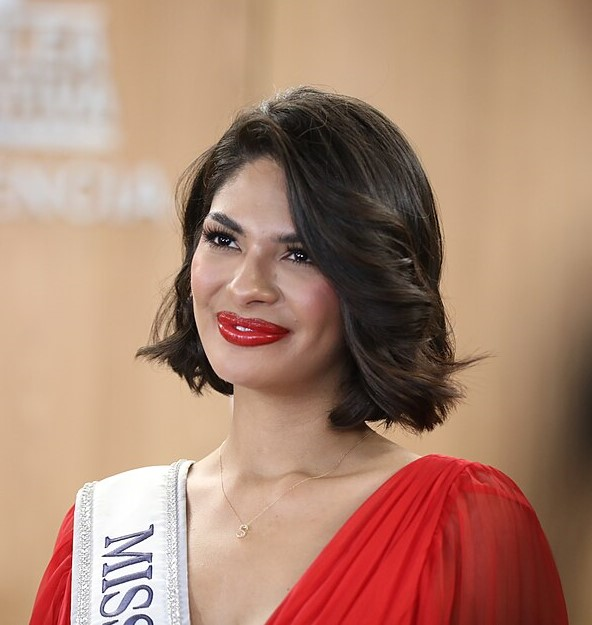
Palacios im Jahr 2024

Sheynnis Alondra Palacios Cornejo (* 30. Mai 2000 in Managua) ist eine nicaraguanische Schönheitskönigin, die 2023 zur Miss Universe gekrönt wurde. Sie ist die erste Nicaraguanerin, die diesen Titel erhielt.

## Leben
Palacios wurde am 30. Mai 2000 im Krankenhaus Alemán Nicaragüense in Managua als Tochter von Raquel Guadalupe Cornejo Pichardo und Édgar Arístides Palacios García geboren. Palacios wuchs später in der Stadt Diriamba im Departamento Carazo auf und wurde am Pädagogischen Institut La Salle Managua in Managua ausgebildet, wo sie bereits den Schönheitswettbewerb „Miss Lasallista“ gewann. Anschließend schrieb sie sich in der Universidad Centroamericana ein und schloss 2022 mit einem Bachelor-Abschluss in Massenkommunikation ab.  Als Studentin spielte Palacios im Volleyballteam ihrer Schule. Um ihre Ausbildung zu finanzieren, stellte Palacios zusammen mit ihrer Mutter und ihrer Großmutter mütterlicherseits Buñuelos her und verkaufte sie, wofür sie in der Schule gemobbt wurde. In ihrer Jugend litt Palacios unter Angstzuständen, was sie später dazu inspirierte, das Bewusstsein für psychische Gesundheit zu ihrem Wahlkampfthema bei Miss Nicaragua zu machen.
Bevor sie Miss Universe wurde, arbeitete Palacios als Model, Fernsehmoderatorin und Journalistin in Nicaragua und moderierte eine Sendung mit dem Titel „Entiende tu mente“, in der Themen im Zusammenhang mit der psychischen Gesundheit diskutiert wurden.
Palacios gewann im August 2023 die Wahl zur Miss Nicaragua 2023 und erhielt damit das Recht, ihr Land bei der Wahl zur Miss Universe 2023 zu vertreten. Als Miss Nicaragua nahm Palacios am 18. November in San Salvador an der Wahl zur Miss Universe 2023 teil und gewann sie. Palacios war damit die erste Nicaraguanerin, der zur Miss Universe gekrönt wurde.